# Euthalia natuna
Euthalia natuna är en fjärilsart som beskrevs av Hans Fruhstorfer 1906. Euthalia natuna ingår i släktet Euthalia och familjen praktfjärilar. Inga underarter finns listade i Catalogue of Life.